# حسين نظمي
حسين نظمي (1951 - 11 يونيو 2018) ممثل ومخرج مصري من مواليد القاهرة عام 1951 هو نجل الفنان صلاح نظمي (1918 - 1991) كان مقرب من والده كثيراً، وهو نجله الوحيد. قدم عشرات الأدوار المساعدة في السينما، وقام بإخراج خمسة أعمال.
توفي في 11 يونيو 2018.

## حياته العائلية
قال حسين نظمي في حوار مع خيري حسن من صحيفة الوفد في 16 أغسطس 2017: "كانت والدتى مريضة، وكان والدي بحكم التمثيل والتصوير يسافر داخل مصر وخارجها.. ووالدتى كانت أرمنية  ومصابة بمرض نتج عنه إصابتها بالشلل، فلم تغادر الكرسى المتحرك الذي جلست عليه لمدة 30 عاماً  حتى رحلت عن دنيانا في أوائل عام 1990 ويبدو أن أبى من حرصه عليها، وحتى لا نتركها بمفردها، كان لا يحب لى السفر، وبالتالى لم أسع لاستخراج "الجواز«لكنه كان يعطيني الأمل كل عام، بأن هذا سيحدث العام القادم، ومر العام وراء العام، دون أن تتحقق رغبتى في السفر خارج مصر، قلت له: هل كانت شخصيته كأب، مثل التي نراه عليها في أدواره؟ رد: كان في البيت يشبه بطل ثلاثية نجيب محفوظ» السيد أحمد عبد الجواد«في قوة شخصيته، لا يضحك، ولا يلهو، ولا يتكلم إلا فيما يجب الكلام فيه، وفى نهاية حياته فقط كان قلل بعض الشيء من حالة التجهم المصاحبة لملامحه بعض الشيء».

## أهم الأعمال
أمينة (مسلسل) إخراج سمير الصدفي (مساعد مخرج: حسين نظمي)
اليتيم والحب (فيلم) للمخرج محمود فريد عام 1981 (كلاكيت: حسين نظمي)
محمد رسول الله (الجزء الرابع) للمخرج أحمد توفيق عام 1984 (مساعد مخرج: حسين نظمي)
المشروع (سهرة تلفزيونية) للمخرج محمد خورشيد عام 1987 (مساعد مخرج: حسين نظمي).
أبداً لن أنساه (سهرة تلفزيونية) للمخرج محمود سامي خليل عام 1988 (مساعد مخرج: حسين نظمي).
السقوط في بئر سبع (مسلسل تلفزيوني) للمخرج نور الدمرداش عام 1994(تمثيل).
أبو العلا 90 (مسلسل تلفزيوني) للمخرج محمد فاضل (مخرج) عام 1996(تمثيل).

## وصلات خارجية
- حسين نظمي على موقع الدهليز
- حسين نظمي على موقع قاعدة بيانات الأفلام العربية
- حسين نظمي على موقع الزمان
- حسين نظمي على موقع ستارتايمز
- حسين نظمي على موقع دهليز
- حسين نظمي على موقع IMDB
- حسين نظمي على موقع كاروهات